# Menongue
Menongue er en by i den sydlige del af Angola med et indbyggertal på cirka 372.500 (2019) indbyggere. Byen er hovedby i provinsen Cuando Cubango.